# Bogowie, honor, Ankh-Morpork
Bogowie, honor, Ankh-Morpork (ang. Jingo) – humorystyczna powieść fantasy autorstwa Terry’ego Pratchetta, dwudziesta pierwsza część cyklu Świat Dysku, wydana w 1997 r. (polskie wydanie Prószyński i S-ka, 19 maja 2005, ISBN 83-7469-032-1). Jest to czwarta część podcyklu o straży miejskiej z Ankh-Morpork.
Powieść opowiada o wojnie między Ankh-Morpork a Klatchem o tajemniczą wyspę Leshp, która wynurzyła się na środku Okrągłego Morza. Strażnicy miejscy – Samuel Vimes, Marchewa, Angua, Cudo Tyłeczek, Detrytus i inni udają się do pustynnego kraju statkiem, podobnie jak Patrycjusz, Colon, Nobby i Leonard z Quirmu, tyle że... pod wodą. Wszyscy członkowie ekspedycji próbują zażegnać konflikt, znajdując przy tym nieoczekiwanie sprzymierzeńców wśród Klatchian.